# Nataly Arias
Katherine Nataly Arias Peña (Arlington County, Verenigde Staten, 2 april 1986) is een Colombiaans voetballer. Ze speelt als verdediger bij Formas Íntimas.
Arias kwam met het Colombiaans vrouwenelftal uit op de wereldkampioenschappen van 2011 en 2015 en op de Olympische Zomerspelen van 2012 in het Verenigd Koninkrijk. Ze won met het nationale team tweemaal zilver op de Zuid-Amerikaanse kampioenschappen: zowel in 2010 als in 2014. Nataly Arias maakt tevens deel uit van de Colombiaanse selectie op de Zomerspelen van 2016 in Brazilië.